# Gregory Venables
Gregory James Venables, né le 6 décembre 1949, est un évêque anglican britannique. Il est primat de l’Église anglicane du Cône sud de l'Amérique de 2001 à 2010, et de 2016 à 2020. Il est également évêque diocésain d'Argentine de 2002 à 2020 et vit à Buenos Aires,.

## Éducation
Gregory Venables fait ses études à la Chatham House Grammar School, à l'université de Kingston et à l'université Canterbury Christ Church de Cantorbéry, en Angleterre, après quoi il est successivement responsable de systèmes informatiques et enseignant.

## Carrière ecclésiastique
Gregory Venables est ordonné diacre en 1984 et huit mois plus tard prêtre. Il exerce son ministère au sein de l'Église anglicane du Paraguay, de la Bolivie et de l'Argentine. Il est directeur du Saint-Andrew's College d'Asuncion au Paraguay de 1978 à 1989. Ordonné évêque en 1993, il retourne en Amérique du Sud comme évêque adjoint du Pérou et de la Bolivie et devient le premier évêque anglican de Bolivie en 1995. Gregory Venables est élu archevêque d'Amérique du Sud pour la première fois en 2001, siégeant jusqu'en 2010. Il devient un dirigeant important du réalignement anglican pendant son mandat. Il est de nouveau élu lors du synode provincial qui se tient à Santiago du Chili du 7 au 10 novembre 2016. Il quitte ses fonctions pour prendre sa retraite en 2020.
Gregory Venables est membre honoraire de l'université Canterbury Christ Church. Venables est marié à Sylvia Margaret Norton depuis 1970 et ils ont un fils, deux filles et huit petits-enfants.